# Hästräka
Hästräka (Crangon crangon) är en vanlig kräftdjursart som också kallas sandräka. Hästräkan ingår i släktet Crangon och familjen Crangonidae. Arten är reproducerande i Sverige. Inga underarter finns listade.

## Utseende
Hästräkan är gulbrun till gråbrun och kan bli 9 cm lång, men blir vanligen 3–5 cm lång. Arten saknar rostrum (pannspröt).

## Utbredning
Arten förekommer i östra Atlanten, från Vita havet till Portugal, runt Brittiska öarna samt i Medelhavet, inklusive Svarta havet, och längs Marockos atlantkust. I Östersjön förekommer den så långt norrut som Åland. Den lever i grunda vatten med sandbotten, ner till 20 meters djup.

## Ekologi
Hästräkan är ett rovdjur som ligger nedgrävd i sanden med endast ögon och antenner synliga, eller jagar simmande över sandytan. Arten lever av maskar, blötdjur och andra kräftdjur. 
Räkan leker 2 till 3 gånger om året. Efter parningen bär honan de mellan 2 000 och 14 000 äggen mellan 3 och 10 veckor beroende på årstid (längre tid under våren, kortare under sommaren). Den första tiden efter kläckningen lever larverna som plankton. Räkan blir könsmogen efter 1 till 2 år. Livslängden är omkring 3 år. 

## Bildgalleri

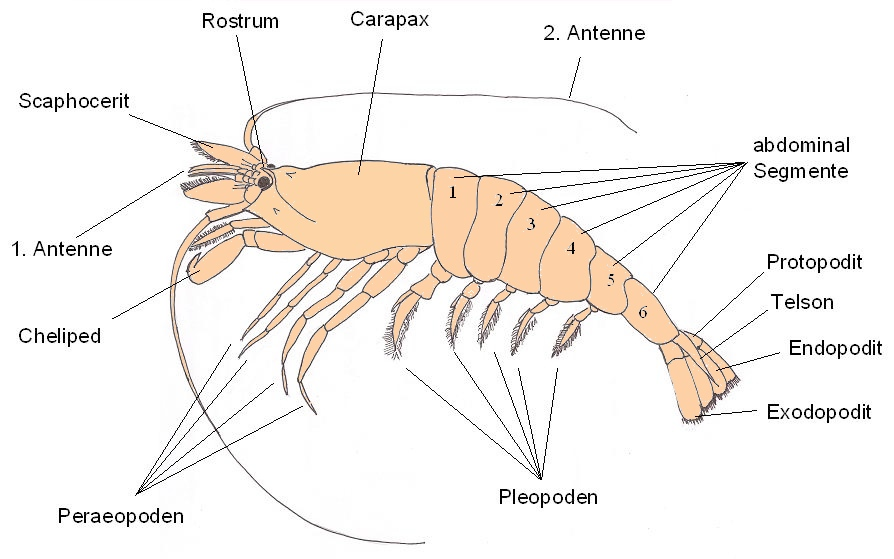
Räkans allmänna byggnad
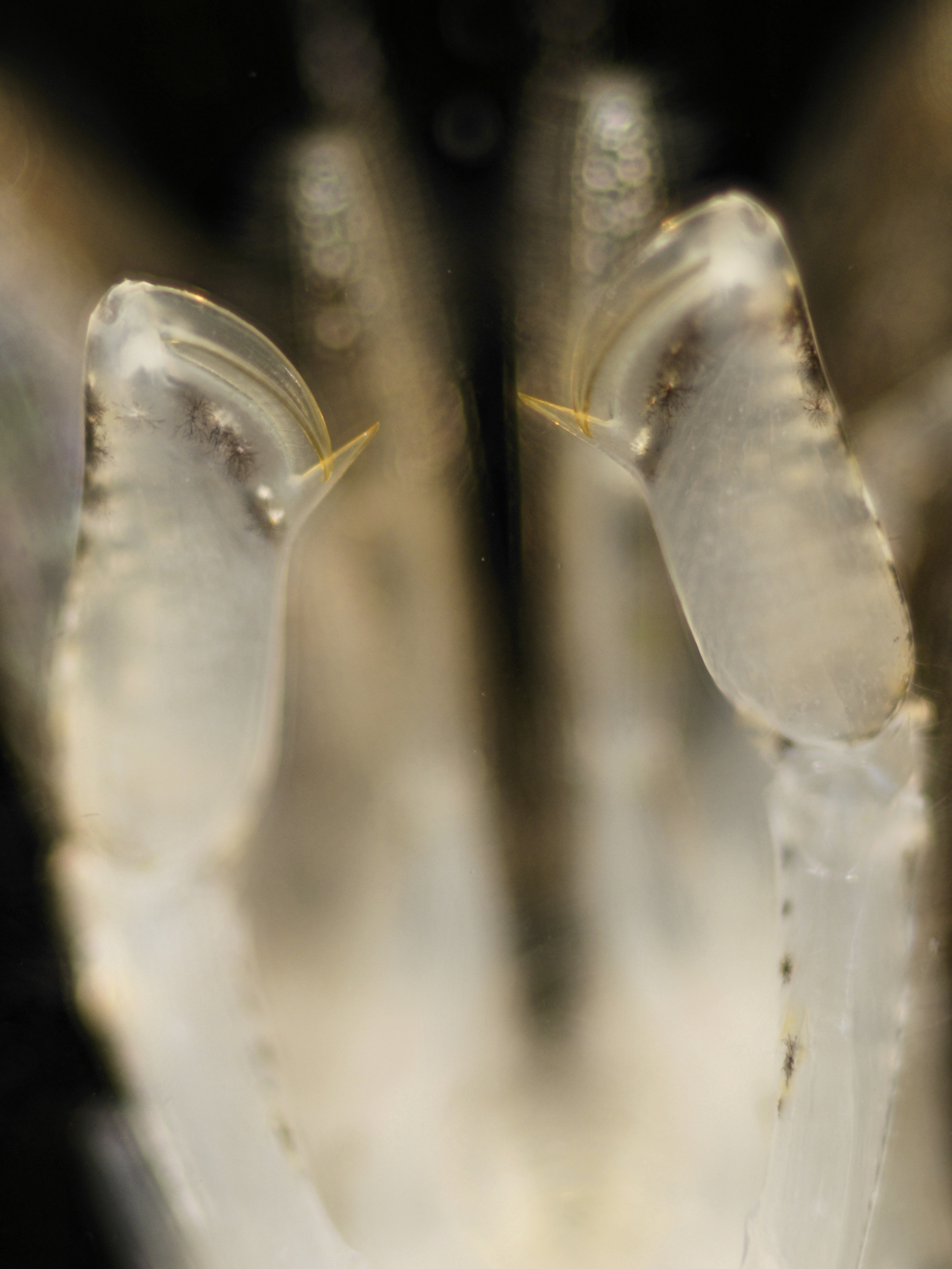
Närbild på klorna
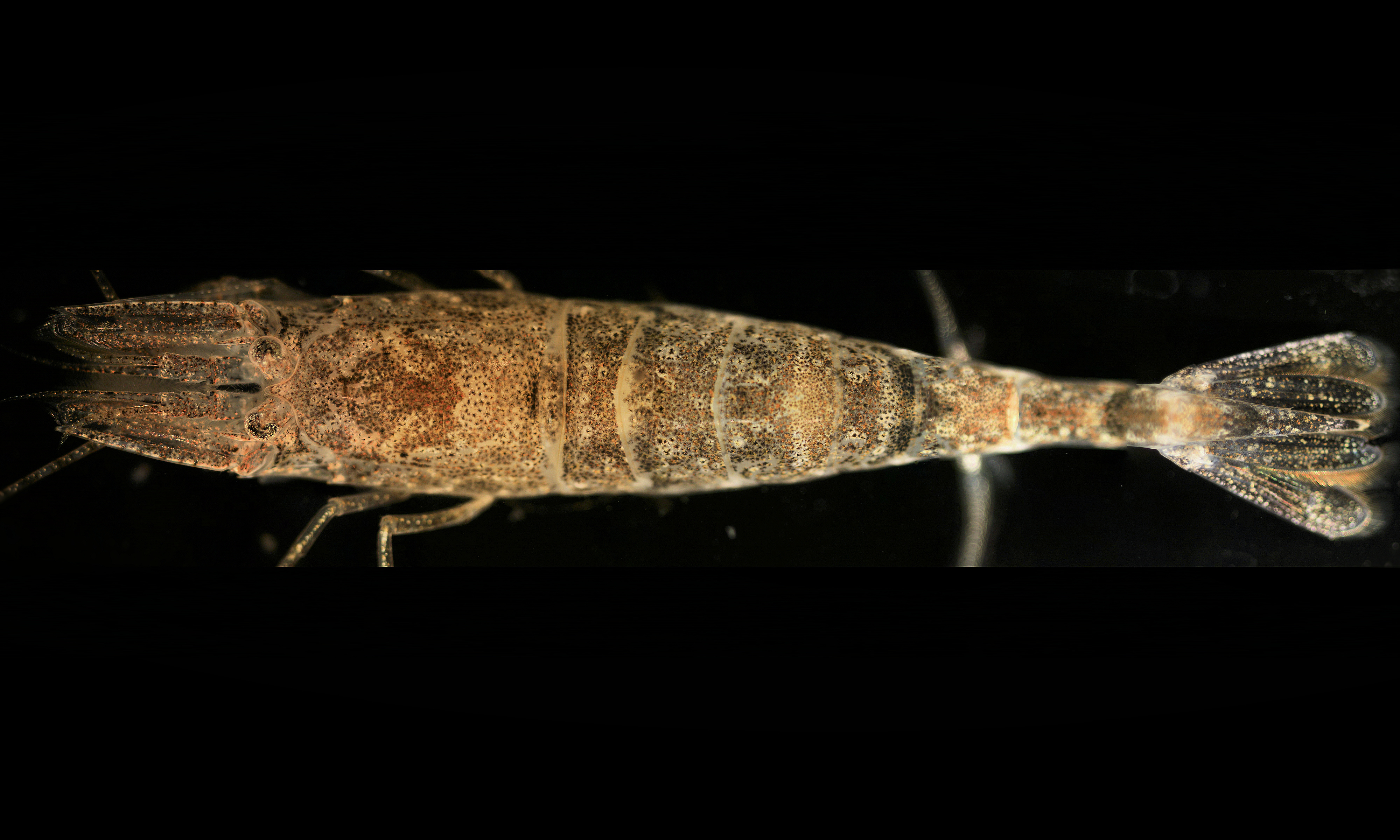
Ryggsida
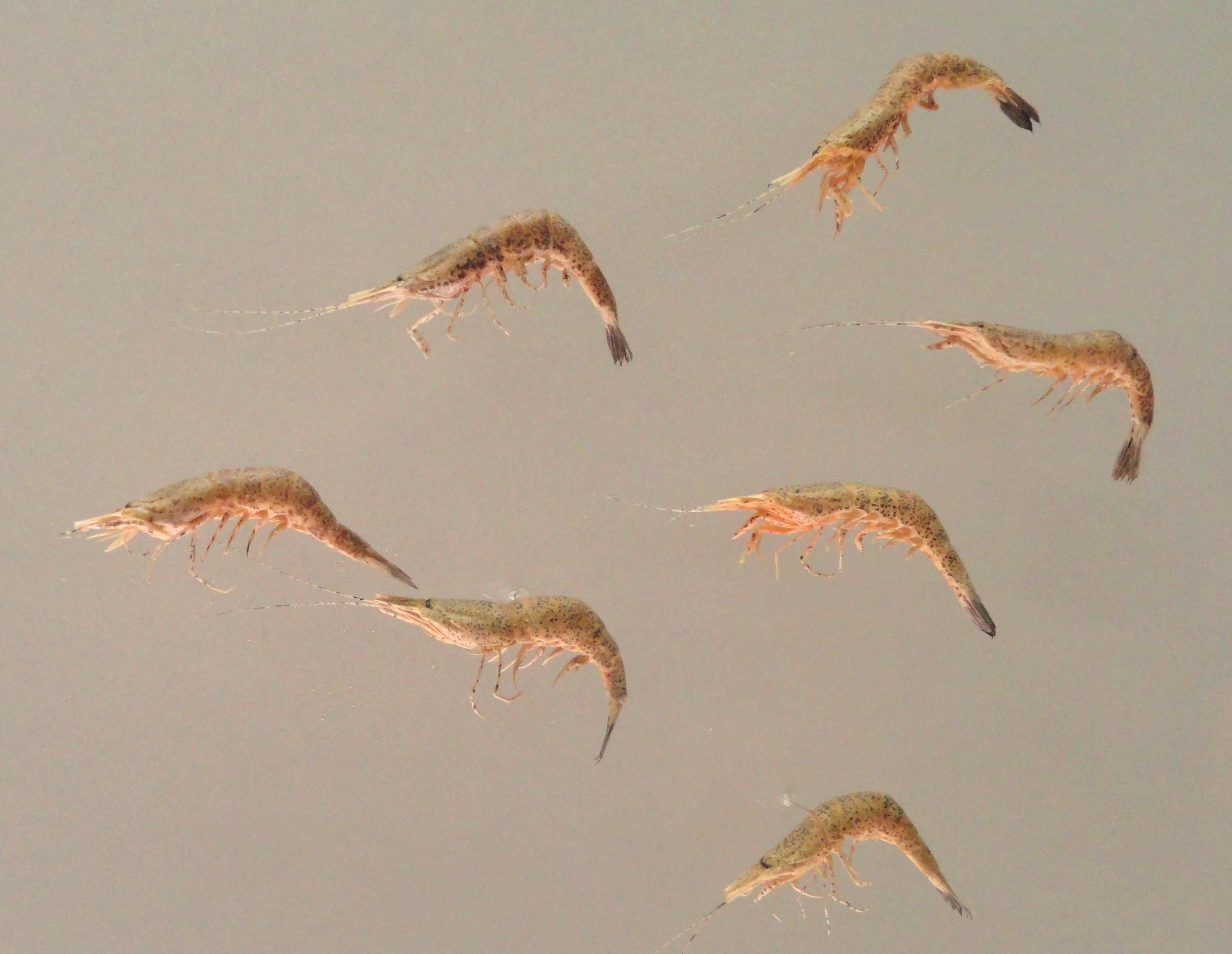
Stim av hästräkor
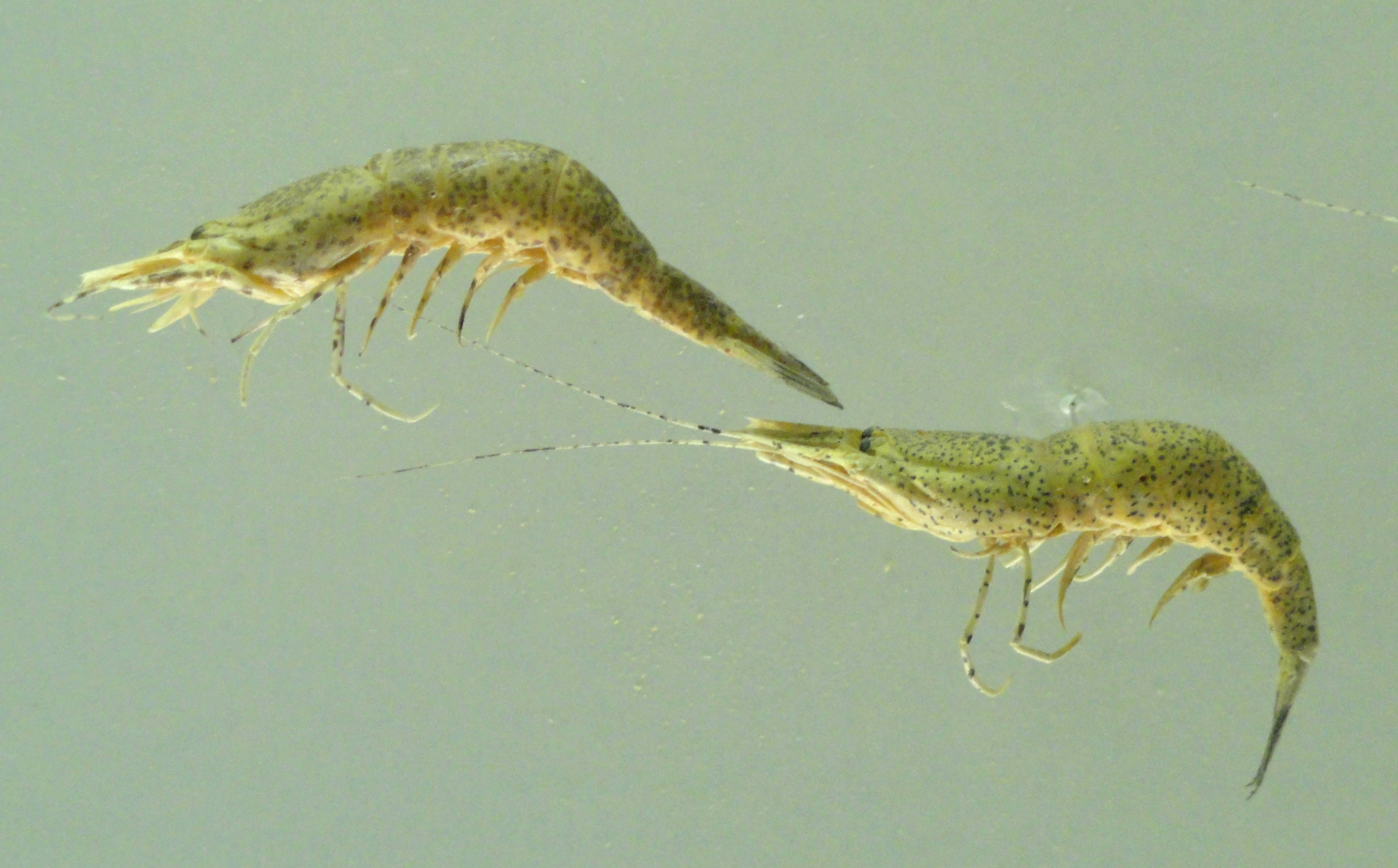

## Kommersiell betydelse
Den fiskas kommersiellt, framför allt i Tyskland och Nederländerna men även i Medelhavet
Fiskemetoder är främst trålning, men även håvfiske förekommer. De används både till förtäring och, framför allt för mindre räkor, som djurföda.